# Шевнина, Полина Сергеевна
Поли́на Серге́евна Шевнина́ (род. 29 декабря 1997, Оричи, Кировская область) — российская биатлонистка, трёхкратная чемпионка России, чемпионка мира и Европы среди юниоров. Мастер спорта России по биатлону и полиатлону.

## Биография
Родилась в посёлке городского типа Оричи Кировской области. В школьные годы занималась полиатлоном, была победителем первенства мира по этому виду спорта, а также лыжными гонками. Первым наставником спортсменки был Николай Хабаров. В 2014 году переехала в Екатеринбург, где в училище олимпийского резерва №1 у Михаила Шашилова начала заниматься биатлоном.

### Карьера
Была неоднократным победителем и призёром всероссийских соревнований среди юниорок.
В 2016 году впервые приняла участие на юниорском чемпионате мира в Румынии, где выиграла золото в составе эстафеты.
В 2018 году завоевала две золотые и одну серебряную медали на юниорском чемпионате Европы в Словении и бронзу — на первенстве мира в Эстонии. По итогам сезона 2017/18 на юниорском Кубке IBU выиграла малый глобус по программе гонок преследования. В том же году была дисквалифицирована Федерацией биатлона Свердловской области за «неспортивное поведение» (позднее выяснилось, что произошла драка с подругой по команде Анастасией Шевченко).
В следующем сезоне 2018/19 впервые выступила на Кубке IBU, заняв 10-е место в спринте и 6-е в большом масс-старте на заключительном этапе в Италии.
Сезоны 2019/20 и 2020/21 провела на Кубке IBU, а также на чемпионате Европы в Польше, но ни в одной гонке на пьедестал не попадала.
После рождения ребёнка вернулась в биатлон в сезоне 2022/23, где на чемпионате России в Ханты-Мансийске выиграла серебро в составе эстафетной команды Московской области.
В сезоне 2023/24 регулярно попадала в число призёров и топ-6 этапов Кубка России. В феврале 2024 года на Спартакиаде сильнейших выиграла серебро в эстафете, а в марте на чемпионате России в Тюмени впервые стала чемпионкой страны, там же завоевала бронзу в эстафете.
Сезон 2024/25 начинала на Кубке МЛКБ, где в составе команды «Лыжный клуб Наседкина» стала победительницей в смешанной эстафете. В декабре 2024 года стала двукратной чемпионкой России, одержав победу в индивидуальной гонке на «Ижевской винтовке». Вторую часть сезона Полина пропустила из-за перенесённого COVID-19. В марте одержала победу в эстафете на чемпионате России в Ханты-Мансийске.

## Спортивные достижения

### Юниорские и молодёжные достижения
| Год  | Место проведения   | Возраст | Инд | Спр | Пр | Эст | См |
| ---- | ------------------ | ------- | --- | --- | -- | --- | -- |
| 2016 | ЧМ Чейле Градистей | U19     | 14  | 20  | 4  | 1   | —  |
| 2018 | ЧЕ Поклюка         | U21     | 4   | 2   | 1  | —   | 1  |
| 2018 | ЧМ Отепя           | U21     | 15  | 29  | 10 | 3   | —  |

### Чемпионаты Европы
| Год  | Место проведения | Инд | Спр | Пр | СМ | ОСЭ |
| ---- | ---------------- | --- | --- | -- | -- | --- |
| 2021 | Душники-Здруй    | 17  | 39  | 27 | 7  | —   |

## Личная жизнь
В июне 2019 года вышла замуж за тренера и бывшего биатлониста Сергея Коновалова. 22 сентября 2021 года у пары родилась дочь Анастасия.